# Żółtlica chropowata

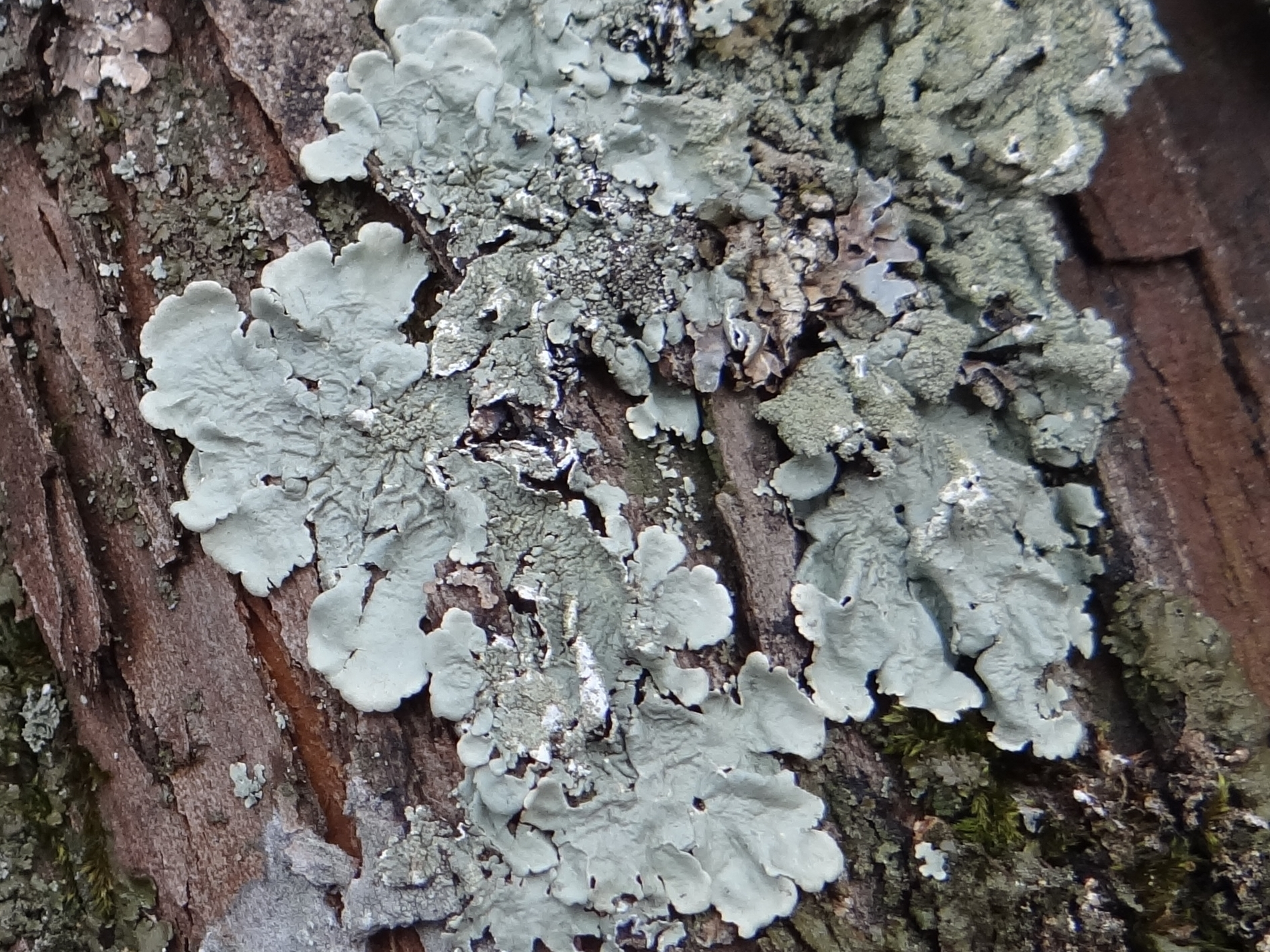

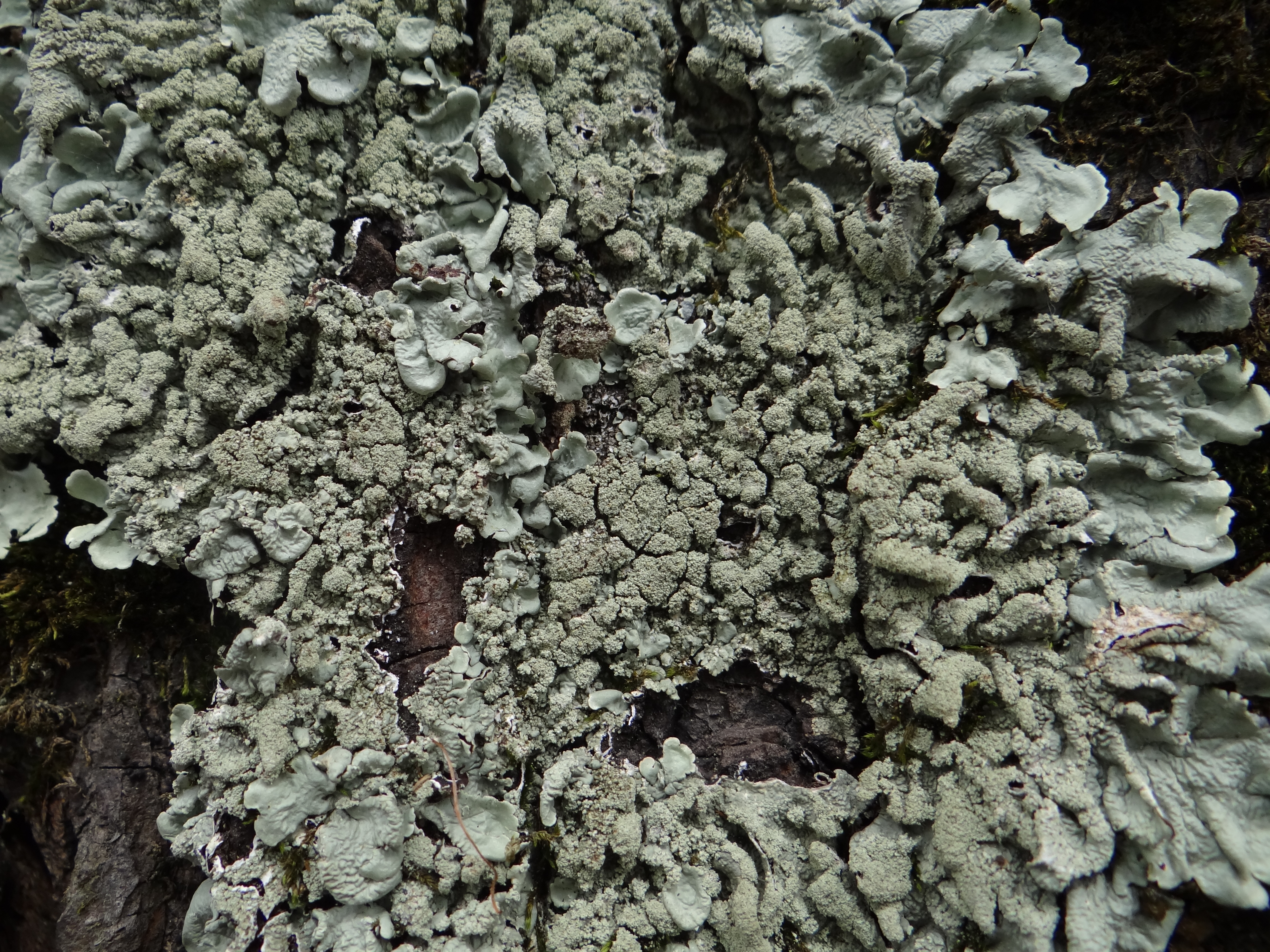

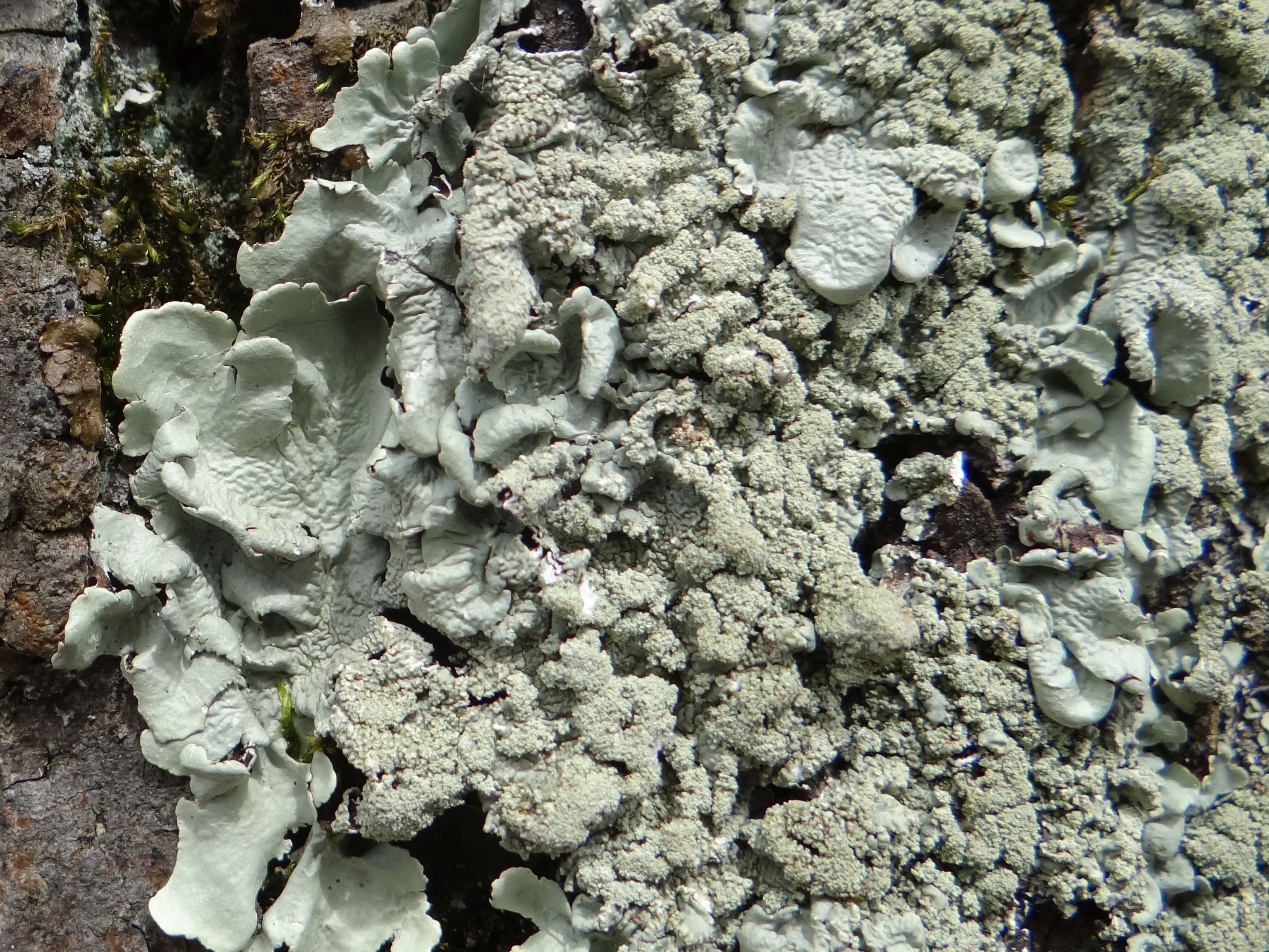

Żółtlica chropowata (Flavoparmelia caperata (L.) Hale) – gatunek grzybów należący do rodziny tarczownicowatych (Parmeliaceae). Ze względu na współżycie z glonami zaliczany jest do porostów.

## Systematyka i nazewnictwo
Pozycja w klasyfikacji według Index Fungorum: Flavoparmelia, Parmeliaceae, Lecanorales, Lecanoromycetidae, Lecanoromycetes, Pezizomycotina, Ascomycota, Fungi.
Po raz pierwszy takson ten zdiagnozował w roku 1753 Karol Linneusz nadając mu nazwę Lichen caperatus. Obecną, uznaną przez Index Fungorum nazwę nadał mu w roku 1986 Mason Ellsworth Hale, zaliczając go do rodzaju Flavoparmelia.
Niektóre synonimy naukowe:

- Imbricaria caperata (L.) DC. 1805
- Lichen caperatus L. 1753
- Lobaria caperata (L.) Hoffm. 1796
- Parmelia caperata (L.) Ach. 1803
- Parmotrema caperata (L.) M. Choisy 1952
- Platisma caperatum (L.) Hoffm. 1794
- Pseudoparmelia caperata (L.) Hale 1974

Nazwa polska według Krytycznej listy porostów i grzybów naporostowych Polski.

## Morfologia
Listkowata, rozetkowata plecha osiąga średnicę do 20 cm. Do podłoża przylega ściśle, lub jest słabo odstająca. Płaskie, pofałdowane odcinki osiągają szerokość do 1 cm, mają zaokrąglone brzegi, są pomarszczone i wielokrotnie pierzasto wcinane, a ich brzegi stykają się lub zachodzą na siebie. Powierzchnia górna ma barwę żółtawą, żółtozielonkawą, szarozieloną lub popielatą, a na obwodzie czasami jest brunatna. Występują na niej brodawkowate lub wałeczkowate, pojedyncze, widełkowato lub koralikowato rozgałęzione izydia, szczególnie w środkowej części plechy. Plecha w miejscach występowania izydiów wygląda jak chropowata. Dolna powierzchnia plechy na obwodzie jest jasnobrunatna, ku środkowi coraz ciemniejsza, brunatna, na środku czarna i występują na niej liczne, czarne chwytniki. Rdzeń plechy jest biały i znajduje się w nim ciągła warstwa glonów protokokkoidalnych.
Reakcje barwne: górna kora K-, C, KC + żółty, P-; rdzeń K, C, KC-, P + czerwony. Kwasy porostowe: w górnej korze kwas usninowy i niewielkie ilości atranorinu, w rdzeniu głównie kwas protocetrariowy.
Lekanorowe apotecja mają średnicę do 8 mm, brunatne tarczki i gładki lub karbowany brzeżek. W jednym worku powstaje po 8 bezbarwnych, jednokomórkowych elipsoidalnych zarodników o rozmiarach 8–12 × 5–6 μm. Pyknidia zanurzone w plesze. Powstają w nich konidiospory o rozmiarach 6 × 1 μm.

## Występowanie i siedlisko
Gatunek rozprzestrzeniony na całym świecie, poza Antarktydą występujący na wszystkich kontynentach oraz na wielu wyspach. W Polsce występuje na obszarze całego kraju, jest jednak rzadki. Znajduje się na Czerwonej liście roślin i grzybów Polski. Ma status EN – gatunek wymierający. W latach 2004–2014 był gatunkiem ściśle chronionym, od 9 października 2014 r. podlega ochronie częściowej.
Rośnie głównie na korze drzew liściastych, rzadziej na drewnie, mchach i skałach.